# Chrysomela vigintipunctata
Espèce
Chrysomela vigintipunctata, la Chrysomèle à vingt points (parfois Chrysomèle du saule), est une espèce d'insectes coléoptères de la famille des chrysomélidés et du genre Chrysomela.

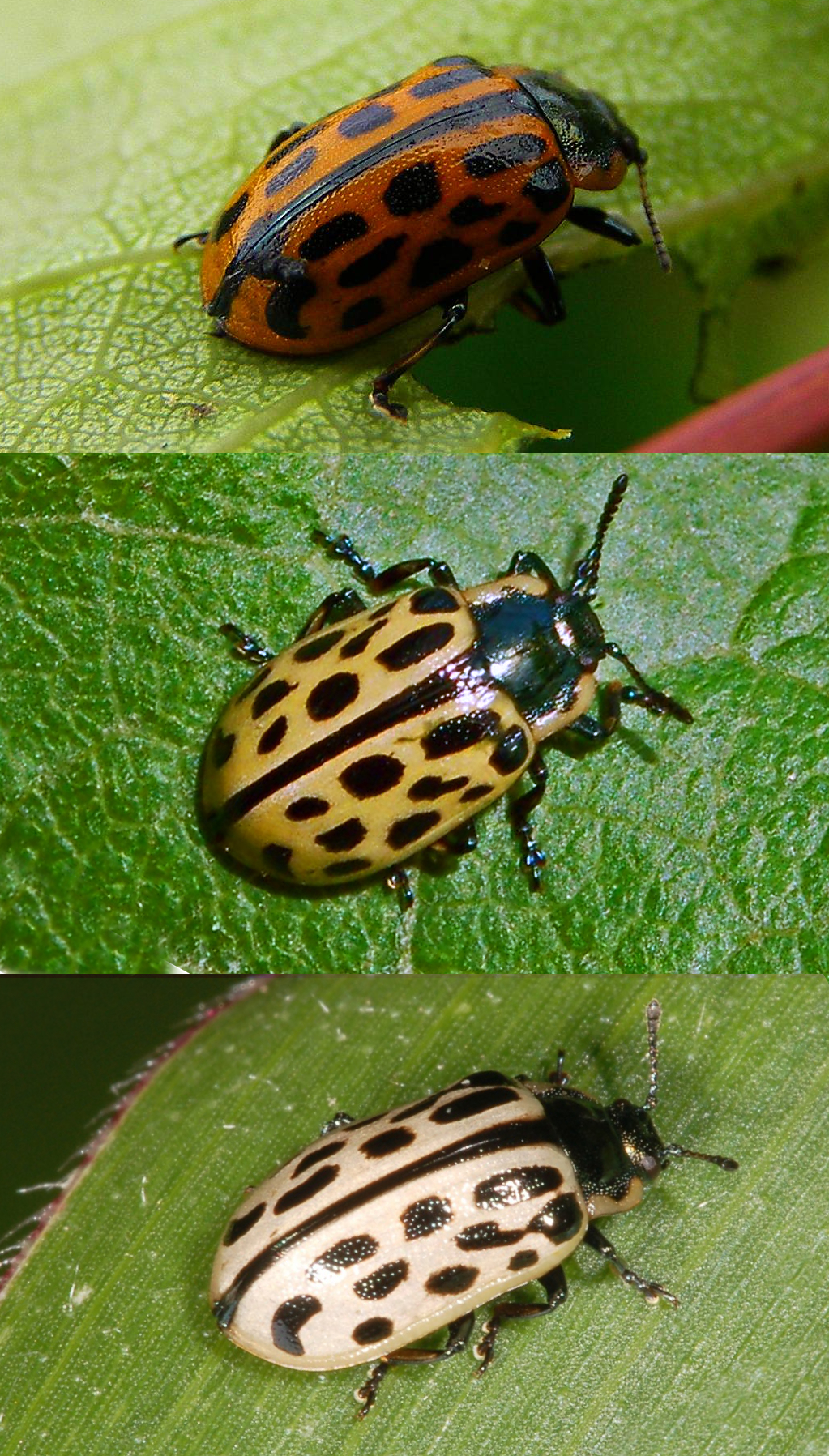
Chrysomèle du saule, variations de couleurs

## Description
Corps long de 5 à 8,5 mm, élytres de couleurs variables, blanchâtres, roses, rougeâtres, jaunâtres parsemés de 10 marques noires irrégulières.

## Distribution
De la France jusqu'au nord de la Russie d'Europe.

## Biologie
L'adulte visible d'avril à aout se nourrit de fleurs puis de feuilles de divers saules (tout comme la larve). Ils vivent à proximité de l'eau.

## Images transformations

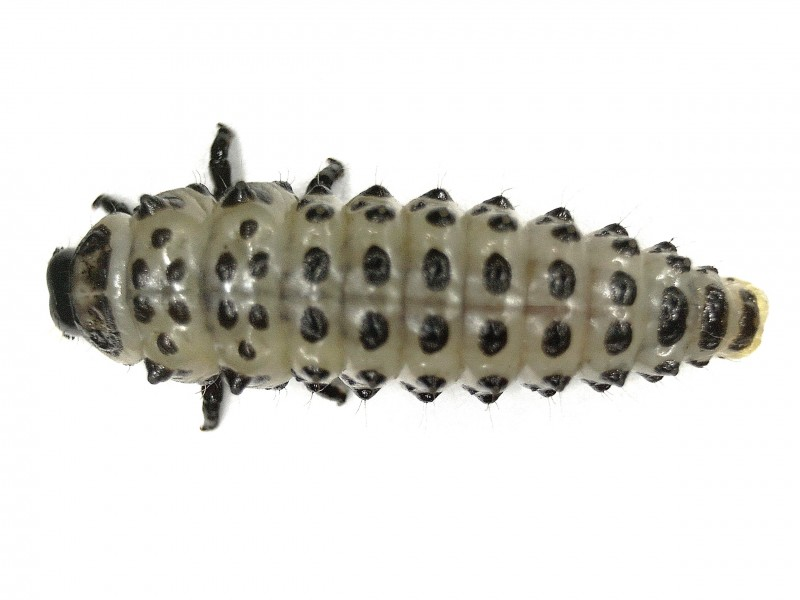
larve
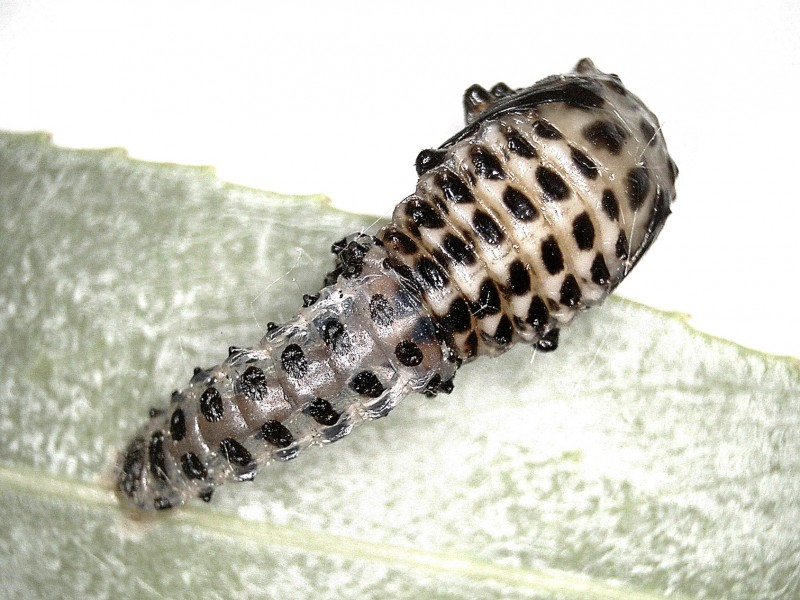
pupe
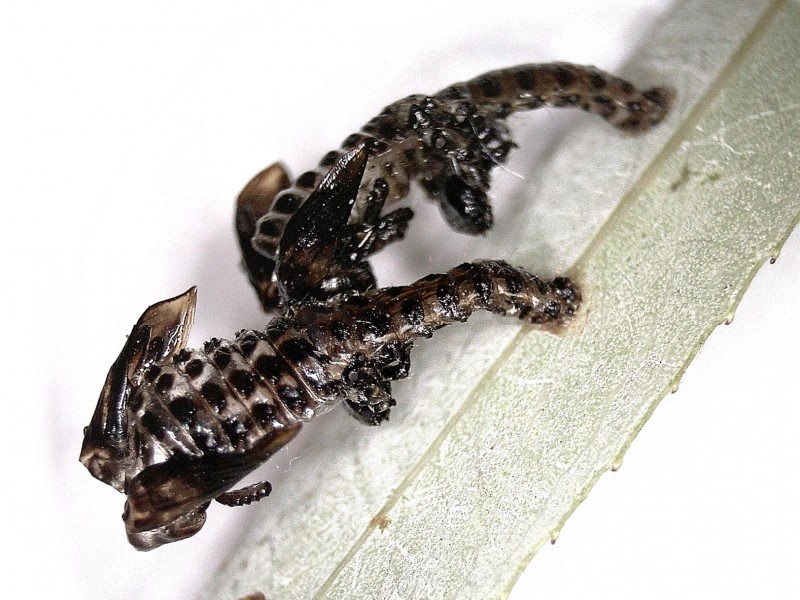
pupe vide
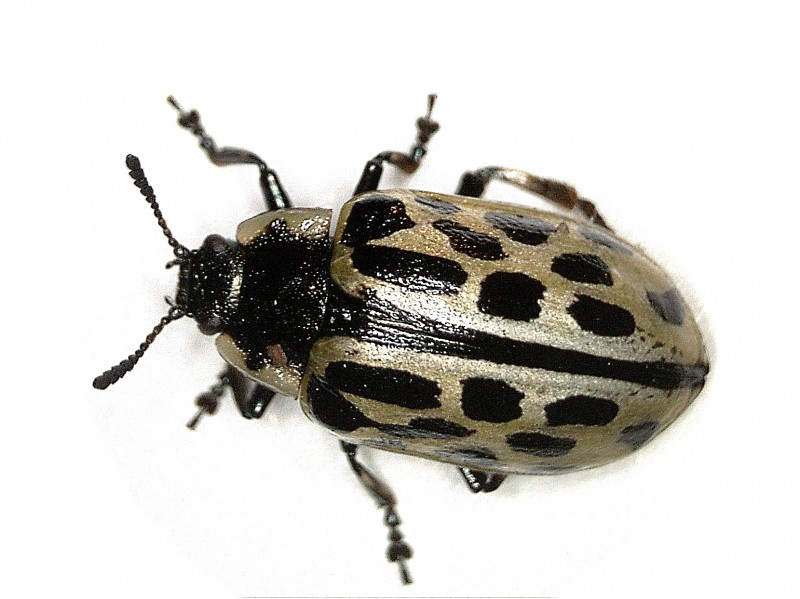
imago